# Emil Albert Friedberg
Emil Albert Friedberg (Chojnice, 22 dicembre 1837 – Lipsia, 7 settembre 1910) è stato un giurista e storico tedesco.
Studiò all'Università Humboldt di Berlino e all'Università Ruprecht Karl di Heidelberg.
Dal 1865 insegnò presso l'Università "Martin Lutero" di Halle-Wittenberg, alla Technische Universität Bergakademie di Freiberg e, nel 1869, divenne professore all'Università di Lipsia.
Fu considerato uno dei maggiori studiosi di diritto canonico ed ecclesiastico della Germania.